# Universidad de Congreso
La Universidad de Congreso es una universidad privada que se encuentra situada en el centro de la ciudad de Mendoza, Argentina. Se encuentra reconocida por el Ministerio de Educación de la República Argentina, y acreditada por CONEAU.

## Oferta Académica

### Pregrado
- Tecnicatura en Enfermería
- Tecnicatura en Instrumentación Quirúrgica
- Tecnicatura en Radiología

### Grado
- Abogacía
- Administración
- Arquitectura
- Ciencias de la educación
- Comercialización
- Comercialización internacional
- Comercio exterior
- Comunicación
- Contador Público
- Economía
- Fonoaudiología
- Gestión ambiental
- Psicología
- Psicopedagogía
- Recursos Humanos
- Relaciones Internacionales
- Turismo

### Posgrados
- Especialización en Derecho y Administración Ambiental
- Maestría en Gestión Ambiental y Territorial

### Dang Dai
La revista Dang Dai es una publicación trimestral fundada en 2011 en la ciudad de Buenos Aires por los periodistas Gustavo Ng, Néstor Restivo (sus actuales directores) y Camilo Sánchez. Desde 2017 es producida por Universidad de Congreso (en Mendoza).

### Extensiones y asociaciones
- Casa de la Cultura China
- Observatorio Malvinas
- Programa de Canto